# Отказанный королевский гамбит
Отказанный королевский гамбит — разновидность королевского гамбита, при котором чёрные на втором ходу не принимают жертву пешки.

## Описание
Чёрные стремятся уклониться от форсированных вариантов принятого королевского гамбита и перевести игру в более спокойное русло. Некоторые теоретики, однако, считают отказ от принятия гамбита позиционно не вполне обоснованным. Так, П. Керес, высказывал мнение, что непринятие королевского гамбита даёт белым хорошую игру при обеспеченном равенстве.

## Варианты
После 1. e2-e4 e7-e5 2. f2-f4 возможны следующие системы развития.

### Фигурная контригра в центре
- 2. … Сf8-c5 — классический вариант, который был известен ещё Рюи Лопесу. Некоторые теоретики и сегодня признают его лучшим способом отказа от гамбита, так как в этом случае создаётся препятствие для короткой рокировки белых.
  - 3. Кg1-f3 d7-d6
    - 4. Кb1-c3
      - 4. …Кg8-f6 5. Сf1-c4 Кb8-c6 6. d2-d3 Cc8-g4 7. h2-h3 Сg4:f3 8. Фd1:f3 e5:f4 — вариант Свенониуса.
      - 4. …Кb8-d7 — вариант Хэнема.

    - 4. f4:e5 — вариант Солдатёнкова.
    - 4. b2-b4 — вариант Хита.
    - 4. c2-c3
      - 4. …Сс8-g4 5. f4:e5 d6:e5 6. Фd1-a4+ — атака Маршалла.
      - 4. …f7-f5 — классический контргамбит.
        - 5. f4:e5 d6:e5 6. d2-d4 e5:d4 7. Cc4 — вариант Рети.
- 2. … Кg8-f6 — возникает позиция латышского гамбита с переменой цвета, но в данном случае белые имеют лишний темп.
  - 3. Кb1-c3 — сводит игру к венской партии.
  - 3. f4:e5
  - 3. Kg1-f3

### Королевский контргамбит
2. … d7-d5
Данный ход был известен издавна, но после анализа, проведённого австрийским мастером Э.Фалькбеером в середине XIX века, приобрёл самостоятельное значение. Цель контрудара — ослабление центра белых либо создание препятствий для развития сил противника.
- 3. Kg1-f3 — вариант Тартаковера.
- 3. Кb1-c3 — вариант Милнера-Барри
- 3. e4:d5 — основной вариант.
  - 3. … e5-e4 — наиболее популярное продолжение.
  - 3. … c7-c6 — см. Контргамбит Нимцовича.

### Редкие продолжения
- 2. …d7-d6
- 2. … Фd8-h4+ 3. g2-g3 Фh4-e7 — защита Кина.
- 2. … c7-c5 — защита «мафия».
- 2. … Фd8-f6 — норвальдский вариант.
  - 3. Кg1-f3 Фf6:f4 4. Кb1-c3 Сf8-b4 5. Сf1-c4 — гамбит Бюкера.